# Đàn áp Hồng quân Liên Xô (1937–1938)
Thanh trừng Hồng quân Liên Xô (1937-1938) (tiếng Nga: Репрессии в РККА (1937—1938)) - thanh trừng chính trị quy mô lớn ("đàn áp") chống lại sĩ quan và nhân viên cấp cao của Hồng quân Công Nông (РККА) và Hải quân Công Nông (РКВМФ), được các nhà nghiên cứu nhấn mạnh là một trong những thể hiện, một phần chính sách "Đại thanh trừng" ở Liên Xô, là kết quả trực tiếp sự sùng bái cá nhân Stalin. Trên thực tế thanh trừng Hồng quân bắt đầu vào nửa cuối năm 1936, nhưng phạm vi lớn nhất là sau vụ bắt giữ và kết án Mikhail Nikolayevich Tukhachevsky và bảy sĩ quan quân đội cấp cao khác vào tháng 5-tháng 6 năm 1937, đỉnh cao thanh trừng là vào năm 1937-1938 và năm 1939-1941, sau đó giảm mạnh, tiếp tục với cường độ ít hơn nhiều. Sự thanh trừng diễn ra dưới hình thức giải ngũ, bắt giữ và kết án có động cơ chính trị đối với các vụ án được dựng lên.
Hàng nghìn sĩ quan và binh lính Hồng quân và Hải quân Liên Xô đã trở thành nạn nhân của những cáo buộc vô luật pháp và ngụy tạo. Tác động chính các cuộc thanh trừng chính trị nhằm vào các sĩ quan cấp cao nhất: Phó Ủy viên Nhân dân Bộ Quốc phòng, tư lệnh các quân khu (hạm đội), các phó tư lệnh, tư lệnh các quân đoàn, sư đoàn và lữ đoàn. Đội ngũ sĩ quan các tổng cục và sở chỉ huy ở các cấp tương ứng, đội ngũ giảng viên các cơ sở giáo dục quân sự bị thiệt hại đáng kể.
Phần lớn nạn nhân thanh trừng chính trị trong Hồng quân trong những năm trước chiến tranh bao gồm cái gọi là những người tham gia "âm mưu quân sự-phát xít" và "các tổ chức Trotskyite cánh hữu", những trường hợp này đã được Hội đồng quân sự Tòa án tối cao của Liên Xô kết án. Để có được bằng chứng cần thiết từ những người bị điều tra, họ đã bị ngược đãi, đánh đập và tra tấn hàng loạt. Việc sử dụng "các biện pháp hành động vật lý" trong quá trình điều tra "kẻ thù" và "gián điệp" đã được cấp lãnh đạo cao nhất đảng và nhà nước Liên Xô phê chuẩn. Đại đa số các tư lệnh, sĩ quan và chính trị viên bị buộc tội tham gia vào "âm mưu quân sự-phát xít" bị kết án với hình phạt cao nhất là tử hình - xử bắn. Chỉ một số người trong số họ, bản án không được thực hiện ngay lập tức, sau đó được thay thế đến các trại lao động cải huấn.
Theo ước tính nhà sử học và chuyên gia về lịch sử Hồng quân, Grigory Ivanovich Gerasimov, năm 1937 có 11034 người bị thanh trừng, năm 1938 là 4523 người, trừ những người được ân xá và tha bổng. Cần đặc biệt chú ý đến sự gia tăng số lượng Hồng quân trong những năm này, giai đoạn chạy đua quân sự chuẩn bị chiến tranh, điều này có thể giải thích phần nào sự thiếu hụt nhân sự. Do đó, vào năm 1937, thiếu 34000 sĩ quan, năm 1938 là 39000. Đồng thời, sự thanh trừng các nhân viên chỉ huy cấp cao nhất của Liên Xô dường như là then chốt, tỷ lệ sĩ quan cấp cao bị thanh trừng vượt đáng kể tỷ lệ phần trăm những người bị thanh trừng có liên quan dẫn đến tình trạng thiếu hụt sĩ quan thông thường.
Cũng có thanh trừng trong Lục quân Liên Xô năm 1950-1951.

## Niên biểu

### Năm 1936
- Ngày 6 tháng 7 - bắt giữ Tư lệnh Lữ đoàn Cơ giới 8, Sư đoàn trưởng Dmitry Arkadyevich Shmidt
- Ngày 7 tháng 7 - bắt giữ Tham mưu trưởng Lữ đoàn Không quân hạng nặng 18, Thiếu tá Boris Ivanovich Kuzmichev
- Ngày 14 tháng 8 - bắt giữ Phó Tư lệnh Quân khu Leningrad, Quân đoàn trưởng Vitaliy Markovich Primakov
- Ngày 15 tháng 8 - bắt giữ Tư lệnh Sư đoàn Bộ binh 25, Lữ đoàn trưởng Mikhail Osipovich Nekhamkin
- Ngày 20 tháng 8 - bắt giữ Tùy viên quân sự Liên Xô tại Vương quốc Anh, Quân đoàn trưởng Vitovt Kazimirovich Putna
- Ngày 2 tháng 9 - bắt giữ Phó Tư lệnh Quân khu Kiev, Quân đoàn trưởng Semyon Abramovich Turovsky
- Ngày 25 tháng 9 - bắt giữ Tư lệnh kiêm Chính ủy Sư đoàn Bộ binh 97, Sư đoàn trưởng Yuriy Vladimirovich Sablin
- Ngày 17 tháng 12 - bắt giữ Tham mưu trưởng Sư đoàn Bộ binh 66, Thượng tá Isai Lvovich Karpel

### Năm 1937
- Từ ngày 23 tháng 2 đến ngày 5 tháng 3 - Hội nghị toàn thể Trung ương Đảng Cộng sản toàn Liên bang(b). Tại cuộc họp Hội nghị toàn thể Trung ương Đảng Cộng sản toàn Liên bang (Bolshevik), Ủy viên Dân ủy Bộ Dân ủy Quốc phòng Kliment Yefremovich Voroshilov tuyên bố: "...Không có nhiều kẻ thù bị phát hiện trong quân đội vào thời điểm này. Tôi nói thật may mắn, hy vọng rằng có rất ít kẻ thù nào trong Hồng quân. Phải như vậy, vì Đảng cử những người giỏi nhất của mình vào quân đội; đất nước mang đến những người đàn ông khỏe mạnh và cường tráng nhất".
- Ngày 29 tháng 3 - Bộ Chính trị Trung ương Đảng Cộng sản toàn Liên bang (b) đã thông qua quyết định số 47/102, đoạn đầu tiên viết: "Đề nghị Bộ Dân ủy Quốc phòng loại bỏ khỏi Hồng quân tất cả các sĩ quan và tư lệnh bị trục xuất khỏi Đảng Cộng sản (Bolshevik) vì lý do chính trị".
- Ngày 12 tháng 5 - bắt giữ Giám đốc Học viên quân sự Frunze, Tư lệnh Tập đoàn quân bậc 2 Avgust Ivanovich Kork
- Ngày 14 tháng 5 - bắt giữ Giám đốc Học viện Kỹ thuật Quân sự, Quân đoàn trưởng Ivan Ivanovich Smolin
- Ngày 15 tháng 5 - bắt giữ Phó Tư lệnh Quân khu Moskva, Quân đoàn trưởng Boris Mironovich Feldman
- Ngày 22 tháng 5 - bắt giữ Tư lệnh Quân khu Volga, Nguyên soái Mikhail Nikolayevich Tukhachevsky và Chủ tịch Hội đồng Trung ương Hiệp hội hỗ trợ xây dựng quốc phòng, máy bay và hóa chất (Osoaviakhim), Quân đoàn trưởng Roberts Petrovich Eidemanis. Vào ngày 26 tháng 5, sau các cuộc thẩm vấn với Vitaliy Markovich Primakov, Vitovt Kazimirovich Putna và Boris Mironovich Feldman, Tukhachevsky đã đầu thú, nhận tội chuẩn bị một âm mưu quân sự trong Hồng quân, mục đích là bạo lực lật đổ chính quyền và thiết lập chế độ độc tài quân sự ở Liên Xô. Để đạt được thành công, được cho là đã lên kế hoạch chuẩn bị cho sự thất bại của Hồng quân trong cuộc chiến tương lai với Đức và có thể là cả Nhật Bản.
- Ngày 28 tháng 5 - bắt giữ Tư lệnh Quân khu Kiev, Tư lệnh Tập đoàn quân bậc 1 Iona Emmanuilovich Yakir
- Ngày 29 tháng 5 - bắt giữ Tư lệnh Quân khu Belarus, Tư lệnh Tập đoàn quân bậc 1 Ieronim Petrovich Uborevich
- Ngày 31 tháng 5 - Tổng cục Chính trị Quân đội Liên Xô và Hải quân Liên Xô (PURKKA) Chính ủy Tập đoàn quân bậc 1 Yan Borisovich Gamarnik tự sát. Theo nghiên cứu của Cherushev, Gamarnik trước đó bị cách chức Phó Ủy viên Dân ủy thứ nhất Bộ Dân ủy Quốc phòng, sợ bị bắt nên đã tự sát.
- Ngày 1 đến 4 tháng 6 - một cuộc họp mở rộng bất thường của Hội đồng Quân sự trực thuộc Bộ Dân ủy Quốc phòng với sự tham gia của Stalin, người không chỉ phát biểu mà còn là người tham gia tranh luận tích cực nhất. Tuyên bố tiết lộ một "âm mưu quân sự phát xít" trong Hồng quân, trong đó các nhà lãnh đạo quân sự nổi tiếng Liên Xô được cho là đã tham gia, Stalin yêu cầu phát động một chiến dịch vạch mặt những kẻ âm mưu, phá hoại và gián điệp, theo Stalin, có rất nhiều trong tất cả các cơ quan nhà nước, kể cả Lực lượng vũ trang.
- Ngày 7 tháng 6 - Lệnh số 072 Bộ Dân ủy Quốc phòng (NKO) được ban hành, thông báo cho Hồng quân về sự tồn tại trong quân đội tổ chức phát xít quân sự phản cách mạng, với mục tiêu cuối cùng là xóa bỏ hệ thống Xô Viết, lật đổ chính quyền Xô Viết và chính phủ công nông và khôi phục chủ nghĩa tư bản ở Liên Xô; Theo thứ tự này, "lãnh đạo" âm mưu bao gồm 10 người: Yan Borisovich Gamarnik, Mikhail Nikolayevich Tukhachevsky, Iona Emmanuilovich Yakir, Ieronim Petrovich Uborevich, Avgust Ivanovich Kork, Vitaliy Markovich Primakov, Phó Tư lệnh Quân khu Viễn Đông Mikhail Vladimirovich Sangursky, Boris Mironovich Feldman, Vitovt Kazimirovich Putna và Roberts Petrovich Eidemanis.
- Ngày 11 tháng 6 - Vụ án Tukhachevsky, Uborevich và Yakir, Kork, Feldman, Eideman, Primakov và Putna về tội gián điệp, phản quốc và chuẩn bị hành động khủng bố đã được xét xử trong phiên họp kín Đoàn Chủ tịch Tòa án Đặc biệt Tòa án Tối cao Liên Xô. Vào lúc 11:35 tối, bản án được tuyên bố - cả tám người đều bị kết án tử hình.
- Ngày 12 tháng 6 - Lệnh số 96 NKO được ban hành, theo đó các nhân viên Hồng quân đã được tuyên bố về việc thi hành án tử hình đối với những kẻ cầm đầu "âm mưu quân sự-phát xít" trong Hồng quân. Mục đích của những kẻ chủ mưu được đặt tên giống như trong Lệnh số 072 NKO, chín người đã được nêu tên là những kẻ cầm đầu - Gamarnik, tự bắn mình và tám chỉ huy cấp cao đã bị kết án tại phiên tòa; nhưng riêng Sangursky bị "biến mất".
- Ngày 13 tháng 6 - Lệnh số 96 NKO được đăng trên báo Pravda.
- Ngày 21 tháng 6 - Lệnh liên tịch số 82 giữa Bộ Dân ủy Quốc phòng và Bộ Dân ủy Nội vụ được ban hành, theo đó những kẻ tham gia các tổ chức phát xít phản cách mạng và phá hoại, những người đã tự đầu thú, khai báo về tội ác và đầu thú tất cả đồng bọn, sẽ không bị bắt và truy tố hình sự.
- Tháng 6 - Hội đồng quân sự Quân khu, Hạm đội có quyền cách chức và cho phép bắt giữ các sĩ quan.
- Ngày 31 tháng 7 - Bộ Chính trị Trung ương Đảng Cộng sản toàn Liên bang (b) ra lệnh "Các Tỉnh ủy, Khu ủy và Trung ương Đảng các nước Cộng hòa" đảm bảo bố trí việc làm cho các sĩ quan đã giải ngũ, bao gồm cả những người bị khai trừ khỏi Đảng Cộng sản (b) vì lý do chính trị, vào các doanh nghiệp và tổ chức thuộc Bộ Dân ủy Kinh tế.
- Ngày 11 tháng 8 - Lệnh số 00485 Bộ Dân ủy Nội vụ (NKVD) được ban hành, quy định đến ngày 20 tháng 11 năm 1937 lệnh bắt giữ một số đối tượng có liên quan đến Tổ chức quân sự Ba Lan; những người đầu tiên bị bắt, bao gồm cả các thành viên Hồng quân và công nhân các doanh nghiệp và nhà máy quốc phòng.
- Ngày 17 tháng 10 - Lệnh số 0163 NKO được ban hành, cấm giải ngũ sĩ quan và bãi nhiệm vì lý do chính trị phải được thống nhất với Ủy viên Nhân dân Bộ Dân ủy Quốc phòng bằng điện báo.

### Năm 1938
- Tháng 1 - Hội nghị toàn thể Trung ương 13 Đảng Cộng sản toàn Liên bang (b) đã thông qua nghị quyết "Về những sai lầm tổ chức đảng trong việc khai trừ những người cộng sản ra khỏi Đảng, về thái độ quan liêu hình thức đối với các khiếu nại những người bị khai trừ khỏi Đảng Cộng sản toàn Liên bang (b) và biện pháp loại bỏ những thiếu sót này”, đã góp phần tích cực vào cuộc vận động khôi phục Đảng cho những sĩ quan bị khai trừ Đảng không đúng và trở lại của họ trong Hồng quân.
- Ngày 20 tháng 1 - trong khuôn khổ quyết định Hội nghị toàn thể Trung ương 13 Đảng Cộng sản toàn Liên bang (b), Yefim Afanasyevich Shchadenko đã ban hành chỉ thị số 9/19/974 UN, quy định xem xét tất cả các đệ trình giải ngũ và các vụ giải ngũ được thực hiện trong năm 1937, "trả lại tất cả những gì bị coi là giải ngũ không chính xác trở lại Hồng quân".
- Ngày 8 tháng 6 - Hội đồng Quân sự Trung ương Hồng quân (GVS) quyết định giải ngũ các tư lệnh và chính trị viên các quốc tịch sau: người Đức, người Ba Lan, người Latvia, người Estonia, người Triều Tiên, người Phần Lan, người Litva, người Thổ Nhĩ Kỳ, người Rumani, người Hungary và Người Bulgaria, cũng như thanh lọc cấp chỉ huy và chính trị của tỉnh "khỏi kẻ thù của nhân dân, khỏi những phần tử đáng ngờ và suy thoái về mặt đạo đức".
- Ngày 22 tháng 6 - GVS quyết định phải hoàn thành việc thanh lọc sĩ quan và chính trị viên "những người không phù hợp để phục vụ ở khu vực biên giới" khỏi Quân khu Leningrad càng sớm càng tốt.
- Ngày 24 tháng 6 - GVS đã quyết định giải ngũ khỏi các quân khu biên giới các sĩ quan có quốc tịch sau: người Đức, người Ba Lan, người Latvia, người Estonia, người Triều Tiên, người Phần Lan, người Litva, người Thổ Nhĩ Kỳ, người Rumani, người Hungary và Người Bulgaria, đồng thời chuyển giao tất cả các sĩ quan của các quốc tịch này độc lập với nơi thực hiện nghĩa vụ, nếu trên người họ có các tài liệu gây tổn hại chuyển đến các cơ quan của NKVD. Chỉ thị số 200/sh NKO đã được ban hành, văn bản vẫn chưa được tiết lộ; Theo nghiên cứu các nhà sử học, chỉ thị đã ra lệnh giải ngũ các nhân viên các quốc tịch có tư cách nhà nước độc lập khỏi Hồng quân. Người ta thường chỉ ra rằng những người này bao gồm người Ba Lan, người Đức, người Rumania, người Latvia, người Litva, người Phần Lan, người Estonia, người Triều Tiên, v.v.
- Ngày 27 tháng 6 - GVS quyết định chấp nhận đề xuất của Lev Zakharovich Mekhlis về việc loại bỏ khỏi Quân khu Siberian, Quân khu Ngoại Baikal và Phương diện quân Viễn Đông "tất cả những người Kolchakist, những người đang tích cực chiến đấu chống lại chính quyền Xô Viết".
- Ngày 17 tháng 11 - Hội đồng Dân ủy (SNK) Liên Xô và các nước Cộng hòa đã chấp nhận nghị quyết "Về việc bắt giữ, giám sát của công tố viên và tiến hành điều tra" đã loại bỏ các troika khỏi NKVD. Nghị quyết này đã mang lại những thay đổi trong công việc các cơ quan NKVD và tư pháp, đồng thời tạo điều kiện thuận lợi hơn cho việc tuân thủ luật pháp.

## Giải ngũ vì lý do chính trị

### Thủ tục giải ngũ
Việc giải ngũ các sĩ quan khỏi Hồng quân được thực hiện theo lệnh nhân sự của Bộ Dân ủy Quốc phòng Liên Xô và các quân khu. Vào tháng 6 năm 1937, các hội đồng quân sự quân khu và hạm đội được trao quyền giải ngũ các sĩ quan đến cấp trung đoàn trưởng và tương đương. Vào ngày 17 tháng 10 năm 1937, Hội đồng Quân sự quân khu và hạm đội đã bị tước bỏ quyền giải ngũ, nhưng các quân khu vẫn sa thải vào năm 1938. Ví dụ, từ ngày 11 tháng 7 đến ngày 13 tháng 7 năm 1938, Vasily Konstantinovich Blyukher Tư lệnh Phương diện quân Viễn Đông đã ký 12 lệnh giải ngũ 279 sĩ quan.

### Quy mô giải ngũ
Thông tin về số lượng những người xuất ngũ từ Hồng quân có trong một số thông tin thống kê của Văn phòng Bộ Tư lệnh và Bộ Tổng tham mưu (UKNS) Hồng quân, hiện được hầu hết các nhà sử học sử dụng. Chúng bao gồm: một tài liệu tham khảo của Yefim Shchadenko, được gửi tới Trung ương Đảng Cộng sản toàn Liên bang (b) vào năm 1940, chứa thông tin về số lượng những người đã giải ngũ khỏi Hồng quân mà không có Lực lượng Không quân (được đề cập Ukolov và Ivkin , Meltyukhov, Suvenirov, Pechyonkin, Cherushev, Lazarev); một số tài liệu thống kê của UKNS, xuất bản Cherushev năm 1998 (dẫn theo Suvenirov, Cherushev, Milbach); "Thông tin về số lượng binh sĩ xuất ngũ năm 1937 và 1938 theo cấp bậc quân sự" (được đề cập Pechyonkin, Cherushev). Ngoài ra, Komal và Suvenirov cung cấp dữ liệu về các sĩ quan không quân giải ngũ khỏi Hồng quân. Thông tin về việc xả thải từ Hải quân Xô viết (RKVMF) được đưa ra trong các tác phẩm của Bliznichenko và Milbakh.
Không phải tất cả các sĩ quan được liệt kê trong những thông tin này đều bị sa thải vì động cơ chính trị. Việc xác định chính xác số lượng những người bị giải ngũ vì động cơ chính trị gây ra những khó khăn nhất định cho các nhà sử học, và ý kiến của họ được tóm tắt trong bảng:
| Tác giả                         | Số lượng bị giải ngũ                              | Nhận xét của tác giả                                                  |
| ------------------------------- | ------------------------------------------------- | --------------------------------------------------------------------- |
| Oleg Fedotovich Suvenirov       | 28685 (lục quân và hải quân) và 4773 (không quân) | Số lượng bị sa thải khỏi Lực lượng Không quân được tính theo toán học |
| Alexander Alekseevich Pechenkin | 28685                                             | Không có lực lượng không quân                                         |
| Nikolai Semyonovich Cherushev   | 15578 (năm 1937), 8612 (năm 1938), 357 (năm 1939) | —                                                                     |

## Hoạt động của NKVD. Bắt giữ và điều tra

### Cục đặc biệt
Vào năm 1934-38, lực lượng phản gián quân sự với tư cách là Cục Đặc biệt (từ tháng 12 năm 1936 - Cục 5) là một phần Tổng cục An ninh Nhà nước (GUGB) thuộc NKVD Liên Xô. Vào tháng 3 năm 1938, với việc bãi bỏ GUGB, trên cơ sở Cục 5, Cục 2 (Cục đặc biệt) NKVD Liên Xô đã được thành lập. Vào tháng 9 năm 1938, trong lần tái tổ chức tiếp theo được thực hiện theo sáng kiến của Phó Ủy viên Nhân dân mới Lavrenty Pavlovich Beria, GUGB đã được tái lập và Cục 2 được chuyển về lại với tư cách là Cục 4 (đặc biệt).
Trực thuộc chính quyền trung ương là các Cục đặc biệt (OO) Hồng quân, Hải quân, quân nội vụ NKVD.
Các chức năng của cục trưởng, phó cục trưởng và sĩ quan an ninh Cục đặc biệt NKVD bao gồm:
- Theo dõi tư tưởng chính trị, đạo đức quân nhân;
- Xác định những người có hoạt động bị luật pháp Liên Xô coi là tội phạm nhà nước - phản quốc, gián điệp, phá hoại, khủng bố;
- Xác định các tổ chức phản cách mạng và các nhóm người tham gia kích động chống Liên Xô;
- Điều tra các tội phạm cấp nhà nước dưới sự giám sát của Viện Kiểm sát với việc chuyển các vụ án ra Tòa án quân sự.

### Thủ tục và tiến hành bắt giữ
Các vụ bắt giữ được thực hiện bởi các sĩ quan NKVD, chủ yếu từ các Cục Đặc biệt. Theo Nghị định số 1232/191 của Hội đồng Dân ủy Liên Xô và Ủy ban Trung ương Đảng Cộng sản toàn Liên bang (Bolshevik) ngày 17 tháng 6 năm 1935 "Về thủ tục thực hiện các vụ bắt giữ", các cơ quan NKVD phối hợp với Viện kiểm sát có liên quan trong tất cả các trường hợp mà không có ngoại lệ. Theo cùng một nghị quyết, lệnh số 006 NKVD ngày 3 tháng 2 năm 1935 và "Quy chế bắt giữ ban chỉ huy và nhân viên sĩ quan Hồng quân" ngày 22 tháng 9 năm 1935, các cơ quan NKVD được phép bắt giữ tất cả các chỉ huy và sĩ quan từ trung đội trưởng trở lên nhưng phải có sự cho phép từ Bộ Dân ủy Quốc phòng.
Để phối hợp bắt giữ, NKVD đã gửi cho các Ủy viên Nhân dân Bộ Dân ủy Quốc phòng (Kliment Yefremovich Voroshilov) và Tổng tư lệnh Hải quân (Pyotr Aleksandrovich Smirnov, Mikhail Petrovich Frinovsky) cái gọi là "giấy chứng nhận" về người bị bắt. Suvenirov báo cáo rằng trong Lưu trữ Quân sự Nhà nước Nga (RGVA), lưu trữ toàn bộ tập giấy chứng nhận như vậy từ Cục đặc biệt GUGB NKVD Liên Xô gửi tới Voroshilov với yêu cầu việc bắt giữ một hoặc một số sĩ quan nhưng không nêu tên số lượng chính xác. Trong một tài liệu đề ngày tháng 8 năm 1937, có báo cáo cho rằng chỉ theo giấy chứng nhận do Izrail Moiseyevich Leplevsky gửi cho Voroshilov, đã cho phép bắt giữ 142 sĩ quan. Trong số những người bị bắt với sự chấp thuận của Voroshilov: Chính ủy Quân đoàn Nikolai Arkadyevich Savko và Mordukh Leibovich Khorosh, Komdiv Pyotr Petrovich Grigoriev và Mikhail Afanasyevich Demichev, Kombrig Grigory Antonovich Kaptsevich và Konstantin Ivanovich Sokolov-Stakhov, và những người khác; Theo Suvenirov, chính Voroshilov là người cho phép hầu hết các vụ bắt giữ trong Hồng quân. Một số trường hợp được biết đến trong đó Voroshilov từ chối cho phép bắt giữ. Đây là những trường hợp ngoại lệ đối với quy tắc, Suvenirov trích dẫn bảy trường hợp như vậy; trong số đó có Thượng tá Rodion Yakovlevich Malinovsky. Các cấp phó của Voroshilov là Yan Borisovich Gamarnik, Lev Zakharovich Mekhlis và Yefim Afanasyevich Shchadenko cũng đồng ý các vụ bắt giữ. Ví dụ, ngay từ ngày 8 tháng 7 năm 1936, Gamarnik đã cho phép việc bắt giữ hai chính ủy tiểu đoàn, và Shchadenko giữa năm 1938 đã cho phép bắt giữ 18 sĩ quan chính trị từ chính trị viên đến chính ủy trung đoàn. Từ tháng 6 đến tháng 10 năm 1937, quyền cho phép việc bắt giữ các sĩ quan cho đến trung đoàn trưởng và tương đương được trao cho Hội đồng quân sự Quân khu và Hạm đội, nhưng không có số liệu thống kê về vấn đề này. Ví dụ, Vasily Konstantinovich Blyukher cũng cho phép bắt giữ Thượng tá Andrey Pavlovich Karnov vào năm 1938. Hơn nữa, sau khi một sĩ quan bị giải ngũ, không cần phải có sự cho phép của Chính ủy hoặc bất kỳ viên chức nào khác của Hồng quân, NVKD đều có quyền bắt giữ những sĩ quan giải ngũ này. Shchadenko ước tính rằng khoảng 5000 sĩ quan đã bị các cơ quan NKVD bắt giữ sau khi họ bị Hồng quân giải ngũ.
Có rất ít báo cáo trong tài liệu lưu trữ về mức độ mà các Viện kiểm sát cho phép các vụ bắt giữ. Có những hành động khác nhau của các Viện kiểm sát. Do đó, Quyền Viện trưởng Viện Kiểm sát quân sự Quân khu Kiev, Brigvoenyurist Yakov Markovich Shakhten cho phép bắt giữ Komdiv Semyon Ivanovich Ventsov-Krantz. Viện Kiểm sát quân sự Hạm đội Thái Bình Dương đã cho phép việc bắt giữ 145 quân nhân. Một số quân nhân nhất định, và rõ ràng là một số lượng đáng kể, đã bị bắt mà không có sự cho phép nào từ các Viện kiểm sát. Trong số đó có Chính ủy Tập đoàn quân bậc 2 Anton Stepanovich Bulin, Korpusnoy komissar Trofim Kirillovich Govorukhin và những người khác. Theo Milbakh, hơn 2/3 quân nhân Hạm đội Thái Bình Dương đã bị bắt mà không có lệnh cho phép từ Viện kiểm sát.

### Quy mô các vụ bắt giữ
Các nhà sử học đồng ý rằng các số liệu thống kê của UKNS không phản ánh số lượng thực các sĩ quan Hồng quân bị bắt giữ. Sau khi xác định được một số lượng đáng kể những người bị bắt theo tên, Milbach đã chỉ ra bằng các ví dụ về Quân khu Leningrad (LVO) và Tập đoàn quân Viễn Đông (OKDVA) rằng những tài liệu này đánh giá thấp con số của họ.
| Tác giả                         | Thời kỳ                               | Số người bị bắt                                          | Nhận xét của tác giả                              |
| ------------------------------- | ------------------------------------- | -------------------------------------------------------- | ------------------------------------------------- |
| Oleg Fedotovich Suvenirov       | 1937—1938                             | Hơn 11000                                                | Không bao gồm những người bị bắt sau khi giải ngũ |
| Alexander Alekseevich Pechenkin | Từ đầu năm 1937 đến tháng 10 năm 1938 | 11019 trước khi giải ngũ và khoảng 5000 sau khi giải ngũ | Không có dữ liệu đầy đủ                           |
| Nikolai Semyonovich Cherushev   | 1937—1938                             | 7280                                                     | Không bao gồm những người bị bắt sau khi giải ngũ |

### Phương pháp điều tra
Trong quá trình điều tra sơ bộ, các sĩ quan NKVD đã thu thập nhiều tài liệu khác nhau xác nhận các cáo buộc chống lại người bị điều tra. Đặc biệt, những tài liệu như vậy bao gồm lời khai của chính người bị bắt, được đưa ra trong quá trình thẩm vấn và được ghi lại trong biên bản, hoặc lời khai và lời khai viết tay. Kho tàng của các điều tra viên, những người phải đối mặt với nhiệm vụ thu thập bằng chứng cần thiết từ những người bị bắt, bao gồm nhiều phương pháp bất hợp pháp: ép buộc, đe dọa, đánh đập, cấm ngủ và các biện pháp áp lực tinh thần và thể chất khác.
Tài liệu ban đầu cho phép sử dụng "các phương pháp tác động vật lý" vẫn chưa được tiết lộ. Chỉ tìm thấy hai tài liệu xác nhận rằng các phương pháp này đã được ban lãnh đạo chính trị Liên Xô cho phép: bức điện Stalin gửi Bí thư các Tỉnh ủy, Khu ủy và lãnh đạo của NKVD-NKVD tỉnh (UNKVD) về việc sử dụng vũ lực chống lại "kẻ thù của nhân dân" vào ngày 10 tháng 1 năm 1939, và bản ghi lại phiên họp toàn thể tháng 6 năm 1957 Ủy ban Trung ương Đảng Cộng sản Liên Xô. Tài liệu đầu tiên tuyên bố rằng "việc sử dụng vũ lực đã được cho phép trong thực tiễn của NKVD từ năm 1937 với sự cho phép Ủy ban Trung ương Đảng Cộng sản toàn Liên bang" và "như một ngoại lệ, và hơn nữa, đối với những kẻ thù rõ ràng việc sử dụng các phương pháp thẩm vấn nhân đạo, đã trắng trợn từ chối vạch mặt những kẻ chủ mưu và trong nhiều tháng không khai, cố gắng làm chậm việc vạch trần những kẻ chủ mưu còn lại", và mặc dù thực tế là "sau này trong thực tế, phương pháp tác động vật lý đã bị làm bẩn bởi những kẻ vô lại Zakovsky, Litvin, Uspensky và những kẻ khác", "Ủy ban Trung ương Đảng Cộng sản toàn Liên bang cho rằng phương pháp gây ảnh hưởng vật lý nhất thiết phải được sử dụng trong tương lai... đối với những kẻ thù công khai và không đội trời trung của nhân dân, như một phương pháp hoàn toàn chính xác và thiết thực". Tài liệu thứ hai đã được Suvenirov điều tra kỹ lưỡng, người đã kết luận rằng quyết định sử dụng vũ lực không phải do Ủy ban Trung ương Đảng Cộng sản toàn Liên bang (b) đưa ra, mà bởi một nhóm người nhỏ hơn - Bộ Chính trị Trung ương Đảng Cộng sản toàn Liên bang (b). Theo Lazar Moiseyevich Kaganovich và Vyacheslav Mikhailovich Molotov, tài liệu được viết "do bàn tay của Stalin" và được ký bởi tất cả các thành viên Bộ Chính trị. Tuy nhiên, Souvenirov thừa nhận rằng quyết định này có thể được đưa ra mà không có sự tham gia của Voroshilov.
Việc các sĩ quan NKVD sử dụng phương pháp này trong thực tế được xác nhận bởi nhiều nguồn có nguồn gốc khác nhau. Việc sử dụng các phương pháp như vậy cho cả bản thân  và những người khác đang bị điều tra đều có sự chứng kiến của chính những người bị bắt: Kombrig Sergei Faddeevich Gulin tuyên bố trong phiên tòa xét xử vào ngày 15 tháng 6 năm 1939, rằng ông đã thú tội lần đầu sau khi bị đánh đập; Chính ủy Lữ đoàn Arkady Kastorovich Skorokhodov, đã bị kết án 15 năm tù, đã nhiều lần viết đơn khiếu nại từ trại, trong đó, đặc biệt, ông nói rằng đã bị đánh đập trong quá trình điều tra; vào năm 1937, Chính ủy Lữ đoàn Ivan Alekseevich Kuzin, người bị giam chung phòng giam với Leonard Yanovych Plavnek, đã viết thư cho Voroshilov rằng họ đã đánh sang ngày thứ 4. Thông tin về việc sử dụng "các phương pháp tác động vật lý" cũng đến từ các sĩ quan NKVD. Vào năm 1939-1940, nhiều người trong số họ đã bị kết án bao gồm cả tội bịa đặt các vụ án đang bị điều tra và trong các phiên tòa, nhiều người trong số họ thú nhận rằng họ đã đánh đập những người đang bị điều tra. Do đó, các sĩ quan Cục đặc biệt Hạm đội Baltic Babich và Fursik thừa nhận rằng họ đã áp dụng các biện pháp tác động vật lý lên Tư lệnh hạm bậc 2 Georgy Georgievich Vinogradsky và Cục trưởng Cục 4 (đặc biệt) GUGB NKVD Liên Xô Kombrig Nikolai Nikolayevich Fyodorov thừa nhận rằng ông đã sử dụng những phương pháp như vậy để chống lại Tư lệnh Tập đoàn quân bậc 1 Ivan Fyodorovich Fedko. Các sĩ quan NKVD thừa nhận việc sử dụng các phương pháp cưỡng bức thể chất không chỉ trong quá trình điều tra và tại phiên tòa. Do đó, khi bị nhân viên Viện kiểm sát quân sự thẩm vấn trong quá trình thanh tra bổ sung vào năm 1955, cựu điều tra viên Cục đặc biệt GUGB NKVD Thượng tá Vladimir Mikhailovich Kazakevich đã thừa nhận, mặc dù với thái độ rất kiềm chế, rằng "trong những cuộc thẩm vấn đầu tiên... ông ta đã đánh Gryaznov nhiều lần", Điều tra viên Cục đặc biệt GUGB NKVD Quân khu Transbaikal, Trung úy An ninh Nhà nước V.N. Rozanov trong một bản giải thích được viết vào năm 1939 liên quan đến khiếu nại của Komkor Nikolai Vasilyevich Lisovsky về các phương pháp điều tra bất hợp pháp, chỉ ra: “Lisovsky bị các sĩ quan an ninh Vasyuk và Pershin thẩm vấn liên tục trong 4-5 ngày, ông đứng dậy, bị đánh vào mặt, v.v.". Quy mô thực sự việc áp dụng phương pháp này vẫn chưa được thiết lập. Tuy nhiên, ngay cả khi dữ liệu không đầy đủ, rõ ràng là chúng rất quan trọng. Suvenirov, trên cơ sở các tài liệu khác nhau, đã xác định rằng "các phương pháp tác động vật lý" dùng cho: 3 Nguyên soái Liên Xô, 2 Tư lệnh Tập đoàn quân bậc 1, 1 Tư lệnh Hạm đội bậc 1, 1 Chính ủy Tập đoàn quân bậc 1, 2 Tư lệnh Tập đoàn quân bậc 2, 1 Chính ủy Tập đoàn quân bậc 2, 11 Komkor, 6 Chính ủy quân đoàn, 1 Chủ nhiệm Kỹ thuật Quân đoàn, 1 Chủ nhiệm Quân pháp Quân đoàn, 24 Komdiv, 3 Tư lệnh Hạm đội bậc 2, 7 chính ủy sư đoàn, 1 Chủ nhiệm Quân pháp Sư đoàn, 25 Kombrig, 8 Chính ủy Lữ đoàn, 3 Chủ nhiệm kỹ thuật Lữ đoàn, 5 Chủ nhiệm Quân pháp Lữ đoàn , 1 Tư lệnh Hải đoàn bậc 1, cùng 43 thủ trưởng, tư lệnh cấp cao và chủ nhiệm. Như tác giả lưu ý, những dữ liệu này chưa đầy đủ. Ngoài ra còn có thông tin về việc sử dụng vũ lực đối với những người bị bắt khác không có tên trong danh sách Suvenirov. Ví dụ, áp dụng biện pháp cưỡng chế vật lý đối với tư lệnh lữ đoàn Mikhail Sergeevich Medyansky, ông bị đánh gãy xương sườn. Milbach trích dẫn dữ liệu về 86 nhân viên Cục đặc biệt GUGB NKVD của Hạm đội Thái Bình Dương, trong đó 41 người đã tham gia đánh đập những người bị bắt.

## Tòa án
Các sĩ quan đã bị bắt vì nhiều tội danh khác nhau, theo Anatoly Timofeevich Ukolov và V.I. Ivkin trên cơ sở dữ liệu các cơ quan tư pháp Hồng quân lưu ý rằng vào năm 1937-1939, khoảng 8624 người đã bị kết tội phạm tội, tuy nhiên họ lưu ý rằng hầu như không tính đến những người bị kết án vì tội hình sự và đạo đức trong số những người bị thanh trừng.

## Thống kê theo cấp bậc
Số lượng cấp bậc bị thanh trừng ban chỉ huy cao nhất Hồng quân, dựa trên tính toán của Suvenirova:
| STT | Cấp bậc Hồng quân                     | Tại ngũ Hồng quân năm 1936 | Thanh trừng năm 1937-1941 | Thanh trừng năm 1937-1941 | Thanh trừng năm 1937-1941 | Phục hồi sau kết án | Thương vong | Tỉ lệ % theo cấp bậc |
| STT | Cấp bậc Hồng quân                     | Tại ngũ Hồng quân năm 1936 | Tử hình                   | Chết trong tù             | Tự sát                    | Phục hồi sau kết án | Thương vong | Tỉ lệ % theo cấp bậc |
| --- | ------------------------------------- | -------------------------- | ------------------------- | ------------------------- | ------------------------- | ------------------- | ----------- | -------------------- |
| 1.  | Nguyên soái Liên Xô                   | 5                          | 2                         | 1                         | —                         | —                   | 3           | 60                   |
| 2.  | Tư lệnh Tập đoàn quân bậc 1 và bậc 2  | 15                         | 19                        | —                         | —                         | 1                   | 20          | 133                  |
| 3.  | Tư lệnh Hạm đội bậc 1 và bậc 2        | 4                          | 5                         | —                         | —                         | —                   | 5           | 125                  |
| 4.  | Komkor                                | 62                         | 58                        | 4                         | 2                         | 5                   | 69          | 112,6                |
| 5.  | Tư lệnh Hải đoàn bậc 1                | 6                          | 5                         | —                         | —                         | 1                   | 6           | 100                  |
| 6.  | Komdiv                                | 201                        | 122                       | 9                         |                           | 22                  | 153         | 76                   |
| 7.  | Kombrig                               | 474                        | 201                       | 15                        | 1                         | 30                  | 247         | 52,1                 |
|     | Các sĩ quan chỉ huy cấp cao Hồng quân | 767                        | 412                       | 29                        | 3                         | 59                  | 503         | 65,6                 |

## Những người đương thời về thanh trừng
Lev Davidovich Trotsky cũng đưa ra đánh giá về quy mô thanh trừng. Đặc biệt, ngày 13/3/1939, ông viết: “Stalin tiêu diệt ban chỉ huy hồng quân, xử bắn, cách chức, đày ải khoảng 30000 sĩ quan”.
Trong cuộc thảo luận về kế hoạch tấn công Liên Xô, một số tướng lĩnh đã cố gắng thuyết phục Quốc trưởng rằng còn quá sớm để tham gia vào một cuộc chiến với người Nga. Hitler trả lời như sau:
80% sĩ quan chỉ huy Hồng quân đã bị tiêu diệt. Hồng quân bị mất đầu, suy yếu hơn bao giờ hết, đây là yếu tố chính trong quyết định của tôi. Cần phải chiến đấu cho đến khi đội ngũ cán bộ lớn mạnh trở lại.

## Ước tính hậu quả việc thanh trừng

### Ước tính các nhà lãnh đạo quân sự Liên Xô
- Tư lệnh Quân khu Transcaucasian Ivan Vladimirovich Tyulenev, trong bài phát biểu tại Đại hội XI Đảng Cộng sản Gruzia (b) (15-19 tháng 6 năm 1938) cho biết:

“Đồng chí Beria trong báo cáo của mình đã đánh giá đúng về các đơn vị Quân khu Transcaucasian. Hồng quân và các đơn vị Quân khu Transcaucasian đã loại bỏ những kẻ phản quốc, những kẻ phản bội, những con chó dại khỏi hàng ngũ của chúng ta bằng cách tiêu diệt chúng, và nhờ đó củng cố sức mạnh của chúng ta vô cùng to lớn hơn, thậm chí còn đoàn kết hơn nữa xung quanh Đảng Lenin-Stalin, xung quanh Ủy ban Trung ương Stalin (vỗ tay).
- Trong hồi ký của mình, Nguyên soái Liên Xô Andrey Ivanovich Yeryomenko đã mô tả các cuộc đàn áp trong Hồng quân như sau:

Đồng chí Stalin chịu trách nhiệm đáng kể về việc tiêu diệt quân nhân trước chiến tranh, điều này được phản ánh trong hiệu quả chiến đấu của quân đội.
- Ý kiến Đại tướng Lục quân Aleksandr Vasilyevich Gorbatov:

Người ta tin rằng kẻ thù tiến nhanh như vậy là do cuộc tấn công quá bất ngờ và vì nước Đức đã đưa ngành công nghiệp phục vụ gần như toàn bộ châu Âu. Điều đó chắc chắn là đúng. Nhưng những nỗi sợ hãi cũ của tôi khiến tôi đổ mồ hôi: Chúng tôi sẽ chiến đấu như thế nào khi đã mất quá nhiều chỉ huy dày dạn kinh nghiệm trước chiến tranh? Điều này chắc chắn ít nhất là một trong những nguyên nhân chính dẫn đến những thất bại của chúng ta, mặc dù nó không được nói đến hoặc trình bày như thể 1937-1938, bằng cách thanh trừng đội quân "những kẻ phản bội", đã tăng cường sức mạnh của nó.